# Le Cordon Bleu

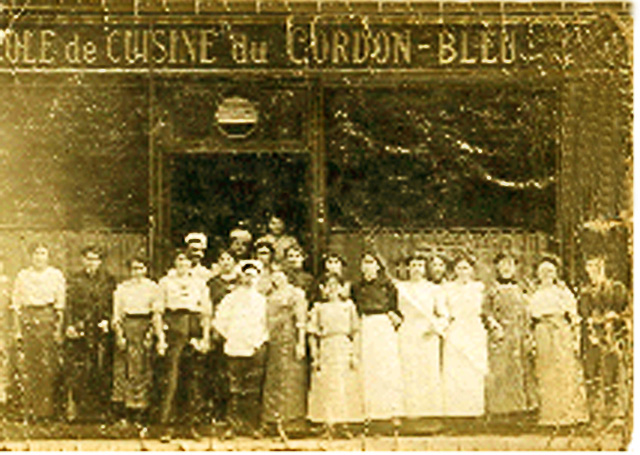
Marthe Distel y Henri-Paul Pellaprat con sus alumnos delante de la escuela El Cordon Bleu en 1896.

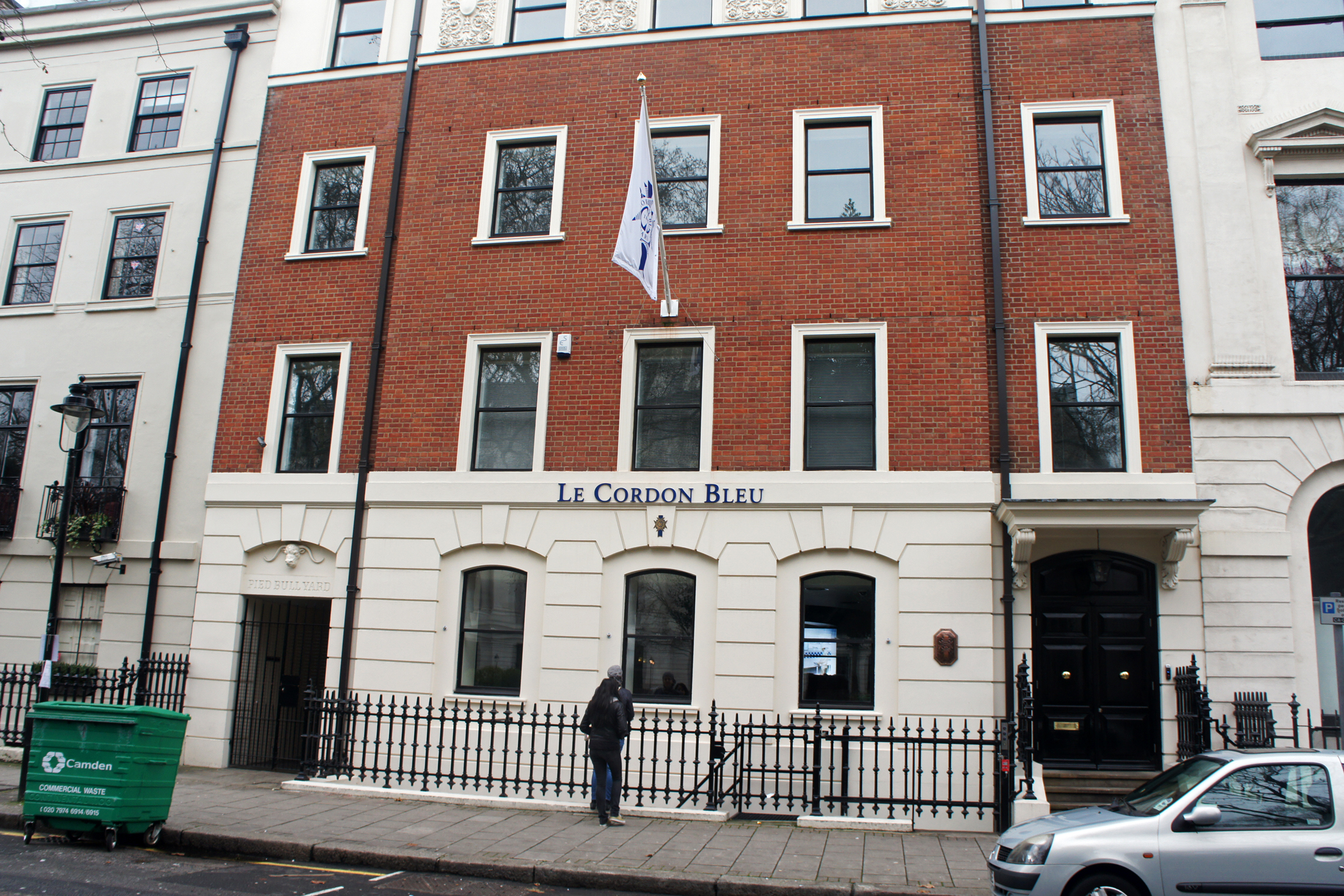
Le Cordon Bleu en Londres.

Le Cordon Bleu (en español: El Cordón Azul) es un instituto privado de educación superior, especializado en hostelería, con sede central en París, Francia, y presencia en 20 países. Se enseña administración hotelera y las artes culinarias.

## Origen del nombre
En 1578, el rey Enrique III de Francia creó la Orden de los Caballeros del Espíritu Santo, en la que a cada miembro se le otorgaba la Cruz del Espíritu Santo que colgaba de un listón azul. Era la orden de caballería más prestigiosa del reino, y sus miembros eran conocidos como Cordon Bleu. Aunque la Revolución francesa abolió las órdenes de caballería, el nombre Cordon Bleu se consolidó como sinónimo de excelencia en cualquier ámbito y en particular en el ámbito culinario para designar a los chefs del más alto nivel. De este modo un poeta aspirante a entrar en la Academia francesa en el siglo XVII definió a la misma como el «le cordon bleu des beaux esprits» (el listón azul de los bellos espíritus) y fue elegido.[cita requerida]

## Historia
El nombre de Cordon Bleu fue utilizado por la periodista Marthe Distel cuando fundó la revista culinaria francesa La cuisinière cordon-bleu (La cocinera Cordon Bleu), dedicada a introducir a las mujeres en las artes culinarias hasta entonces reservadas a los hombres. Distel ofrecía a los suscriptores clases de cocina con chefs profesionales. La primera clase tuvo lugar en 1895 en el barrio del Palais-Royal, París, lo que le condujo a crear en 1896 una escuela más formal junto con el chef Henri-Paul Pellaprat, que rápidamente se convirtió en una de las escuelas de élite de la cocina en el mundo.
Internacionalmente reconocida desde los primeros años de su creación, la escuela recibió a su primer estudiante ruso en 1897, y a su primer estudiante japonés en 1905. Su éxito era tal que después de 1945, era la única escuela en Francia acreditada por los Estados Unidos para la reinstrucción profesional de soldados.
En 1984, André Cointreau, descendiente de la familia fundadora del licor Cointreau y del coñac Rémy Martin, adquirió Le cordon Bleu y se convirtió en su presidente-director general.
La presencia de Le Cordon Bleu abarca más de 40 escuelas internacionales que atienden a más de 20 000 estudiantes en 20 lenguas distintas. Aparte de París, está presente en Madrid, Londres, México, Ottawa, Australia, Corea del Sur, Nueva Zelanda, Japón, Perú y Tailandia.
En 2016, la escuela inauguró su nueva sede en un moderno edificio del muelle André Citroën, a orillas del Sena, cerca de la Torre Eiffel. El edificio le permite doblar su capacidad y tiene un huerto urbano con colmenas en la azotea.